# Afrolaophonte brevipes
Afrolaophonte brevipes är en kräftdjursart som först beskrevs av Claude Chappuis 1954.  Afrolaophonte brevipes ingår i släktet Afrolaophonte och familjen Laophontidae. Inga underarter finns listade i Catalogue of Life.